# Liste der Fornminnen in Vibyggerå

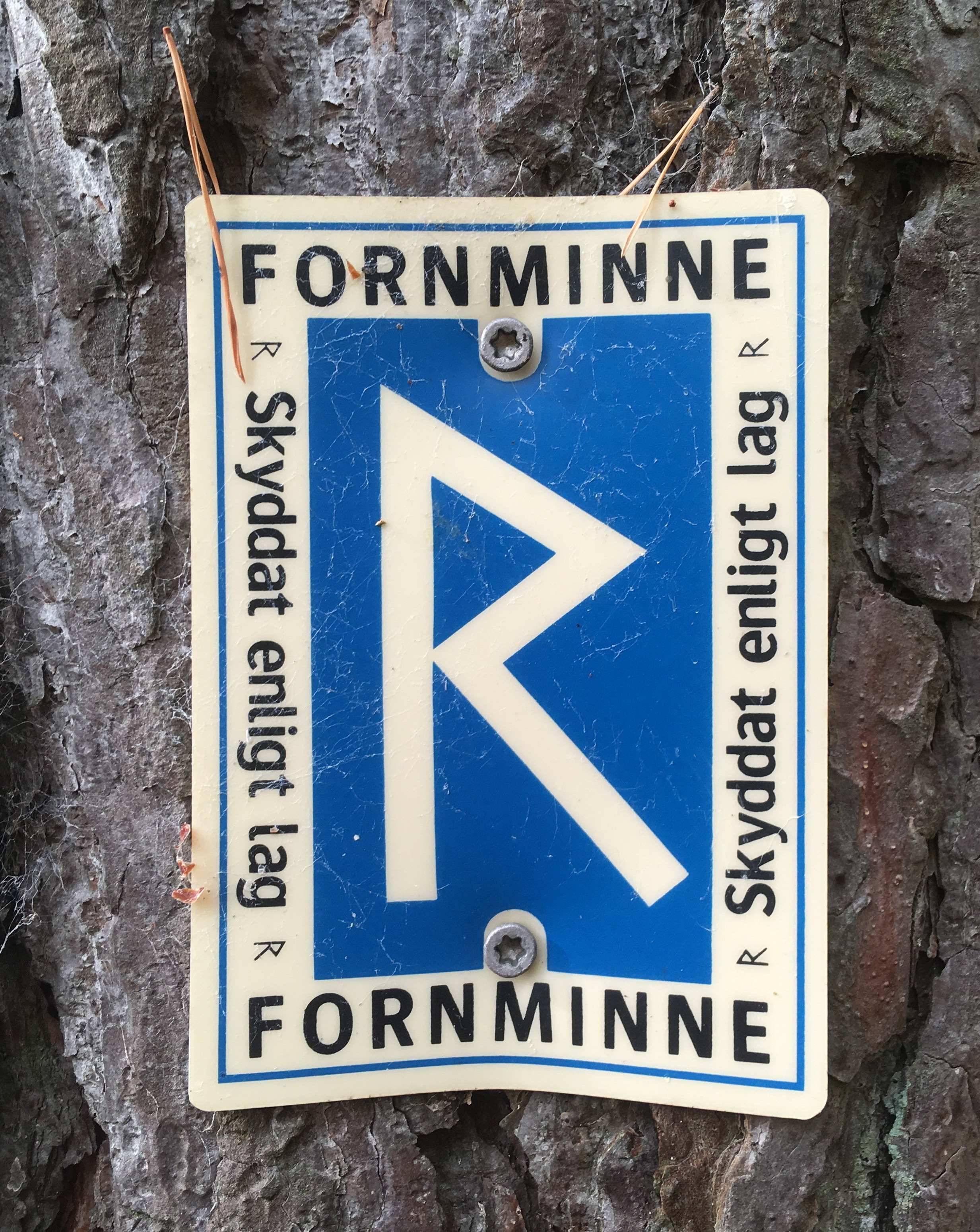
Zeichen für „Fornminnen“ in Schweden

Diese Liste der Fornminnen in Vibyggerå zeigt die „Alten/antiken Denkmale“ (schwedisch fornminnen) im ehemaligen Socken Vibyggerå in der heutigen Gemeinde Kramfors der schwedischen Provinz Västernorrlands län, sie ist eine Teilliste der „Liste der Fornminnen in Västernorrland“. Die Aufteilung basiert auf der historischen Zuordnung der Gebiete in Socken (siehe auch) und der Einteilung des Zentralamts für Denkmalpflege Riksantikvarieämbetet (RAÄ). Es werden die Fornminnen aufgeführt, die auf dem Suchdienst „Fornsök“ registriert sind, welcher weitere Informationen zu den bekannten kulturhistorischen Überresten in Schweden enthält.

## Begriffserklärung
Fornminnen (schwedisch für alte/antike Denkmale oder archäologische Funde) sind in Schweden alte Objekte und archäologische Funde (Fornlämningar), welche die Überreste menschlicher Aktivitäten in der Vergangenheit bezeichnen, die durch frühere Nutzung entstanden sind und dauerhaft aufgegeben wurden. Dabei gilt für Fornminnen, die vor 1850 entstanden sind, dass sie automatisch durch das Gesetz geschützt sind. Aber auch jüngere Überreste können zu Bodendenkmalen erklärt werden, wenn sie sich an ihrem ursprünglichen Standort befinden und weitgehend erdgebunden sind. Als Fornminnen zählen u. a. Siedlungen und Siedlungsreste aus prähistorischer Zeit, Gräber und Grabstätten, Burgruinen, Ruinen von Klöstern, Kirchen und Schlössern, Steine und Felsen mit Inschriften und Bildern (z. B. Runensteine und Petroglyphen), insofern sie nicht schon als Einzeldenkmal unter Byggnadsminnen (schwedisch für Baudenkmale) oder kyrkliga Kulturminnen (schwedisch für kirchliches Kulturgut) ausgewiesen sind.

## Legende
| ID           | = | ID.Nr. des Denkmalregisters (Fornsök) im schwedische Amt für nationales Kulturerbe (Riksantikvarieämbetet (RAÄ)) |
| Lage         | = | Koordinatenangabe des Standorts                                                                                  |
| Bezeichnung  | = | Bezeichnung des Denkmalobjekts (auch RAÄ-Nr.)                                                                    |
| Beschreibung | = | Name (Denkmaltyp/Dokumentenverweis im Arkivsök) sowie eine kurze Beschreibung des Objekts                        |
| Bild         | = | Bild des Objekts sowie Verweis auf weitere Bilder                                                                |

## Liste Fornminnen Vibyggerå
| ID             | Lage    | Bezeichnung (RAÄ-Nr.) | Beschreibung | Bild           |
| -------------- | ------- | --------------------- | --- | -------------- |
| 10250900010001 | (Karte) | Vibyggerå 1:1         | Vibyggerå 1:1 (Hügelgrab / L1935:9573) Beschreibung ergänzen | Weitere Bilder |
| 10250900010002 | (Karte) | Vibyggerå 1:2         | Vibyggerå 1:2 (Hügelgrab / L1935:9574) Beschreibung ergänzen | Weitere Bilder |
| 10250900020001 | (Karte) | Vibyggerå 2:1         | Vibyggerå 2:1 (Hügelgrab / L1935:9007) Beschreibung ergänzen | Weitere Bilder |
| 10250900030001 | (Karte) | Vibyggerå 3:1         | Vibyggerå 3:1 (Hügelgrab / L1935:95454) Beschreibung ergänzen | Weitere Bilder |
| 10250900030002 | (Karte) | Vibyggerå 3:2         | Vibyggerå 3:2 (Hügelgrab / L1935:9560) Beschreibung ergänzen | Weitere Bilder |
| 10250900040001 | (Karte) | Vibyggerå 4:1         | Vibyggerå 4:1 (Hügelgrab / L1935:9561) Beschreibung ergänzen | Weitere Bilder |
| 10250900060001 | (Karte) | Vibyggerå 6:1         | Vibyggerå 6:1 (Hügelgrab / L1935:8961) Beschreibung ergänzen | Weitere Bilder |
| 10250900070002 | (Karte) | Vibyggerå 7:2         | Vibyggerå 7:2 (Friedhof / L1935:9504) Beschreibung ergänzen | Weitere Bilder |
| 10250900080001 | (Karte) | Vibyggerå 8:1         | Vibyggerå 8:1 (Steinsetzung / L1935:9623) Beschreibung ergänzen | Weitere Bilder |
| 10250900090001 | (Karte) | Vibyggerå 9:1         | Vibyggerå 9:1 (Gräberfeld / L1935:9027) Beschreibung ergänzen | Weitere Bilder |
| 10250900110001 | (Karte) | Vibyggerå 11:1        | Vibyggerå 11:1 (Steinhügelgrab / L1935:9564) Beschreibung ergänzen | Weitere Bilder |
| 10250900110002 | (Karte) | Vibyggerå 11:2        | Vibyggerå 11:2 (Steinhügelgrab / L1935:9640) Beschreibung ergänzen | Weitere Bilder |
| 10250900120001 | (Karte) | Vibyggerå 12:1        | Vibyggerå 12:1 (Steinhügelgrab / L1935:9641) Beschreibung ergänzen | Weitere Bilder |
| 10250900120002 | (Karte) | Vibyggerå 12:2        | Vibyggerå 12:2 (Steinhügelgrab / L1935:9642) Beschreibung ergänzen | Weitere Bilder |
| 10250900120003 | (Karte) | Vibyggerå 12:3        | Vibyggerå 12:3 (Steinhügelgrab / L1935:9091) Beschreibung ergänzen | Weitere Bilder |
| 10250900150001 | (Karte) | Vibyggerå 15:1        | Vibyggerå 15:1 (Gräberfeld / L1935:9631) Beschreibung ergänzen | Weitere Bilder |
| 10250900160001 | (Karte) | Vibyggerå 16:1        | Vibyggerå 16:1 (Gräberfeld / L1935:9701) Beschreibung ergänzen | Weitere Bilder |
| 10250900170001 | (Karte) | Vibyggerå 17:1        | Vibyggerå 17:1 (Gräberfeld / L1935:9649) Beschreibung ergänzen | Weitere Bilder |
| 10250900180001 | (Karte) | Vibyggerå 18:1        | Vibyggerå 18:1 (Steinhügelgrab / L1935:9730) Beschreibung ergänzen | Weitere Bilder |
| 10250900190001 | (Karte) | Vibyggerå 19:1        | Vibyggerå 19:1 (Steinhügelgrab / L1935:9732) Beschreibung ergänzen | Weitere Bilder |
| 10250900190002 | (Karte) | Vibyggerå 19:2        | Vibyggerå 19:2 (Steinhügelgrab / L1935:9167) Beschreibung ergänzen | Weitere Bilder |
| 10250900190003 | (Karte) | Vibyggerå 19:3        | Vibyggerå 19:3 (Steinhügelgrab / L1935:9731) Beschreibung ergänzen | Weitere Bilder |
| 10250900200001 | (Karte) | Vibyggerå 20:1        | Vibyggerå 20:1 (Steinsetzung / L1935:9708) Beschreibung ergänzen | Weitere Bilder |
| 10250900210001 | (Karte) | Vibyggerå 21:1        | Vibyggerå 21:1 (Steinsetzung / L1935:9715) Beschreibung ergänzen | Weitere Bilder |
| 10250900220001 | (Karte) | Vibyggerå 22:1        | Vibyggerå 22:1 (Steinsetzung / L1935:9654) Beschreibung ergänzen | Weitere Bilder |
| 10250900220002 | (Karte) | Vibyggerå 22:2        | Vibyggerå 22:2 (Steinhügelgrab / L1935:9120) Beschreibung ergänzen | Weitere Bilder |
| 10250900230001 | (Karte) | Vibyggerå 23:1        | Vibyggerå 23:1 (Steinhügelgrab / L1935:8537) Beschreibung ergänzen | Weitere Bilder |
| 10250900230002 | (Karte) | Vibyggerå 23:2        | Vibyggerå 23:2 (Steinsetzung / L1935:8536) Beschreibung ergänzen | Weitere Bilder |
| 10250900250001 | (Karte) | Vibyggerå 25:1        | Vibyggerå 25:1 (Gräberfeld / L1935:9739) Beschreibung ergänzen | Weitere Bilder |
| 10250900260001 | (Karte) | Vibyggerå 26:1        | Vibyggerå 26:1 (Steinhügelgrab / L1935:9742) Beschreibung ergänzen | Weitere Bilder |
| 10250900270001 | (Karte) | Vibyggerå 27:1        | Vibyggerå 27:1 (Gräberfeld / L1935:9718) Beschreibung ergänzen (als schwedisch „Harphagafältet“ bezeichnet) | Weitere Bilder |
| 10250900270002 | (Karte) | Vibyggerå 27:2        | Vibyggerå 27:2 (Steinhügelgrab / L1935:9178) Beschreibung ergänzen | Weitere Bilder |
| 10250900280001 | (Karte) | Vibyggerå 28:1        | Vibyggerå 28:1 (Gräberfeld / L1935:8545) Beschreibung ergänzen | Weitere Bilder |
| 10250900290001 | (Karte) | Vibyggerå 29:1        | Vibyggerå 29:1 (Steinhügelgrab / L1935:7653) Beschreibung ergänzen | Weitere Bilder |
| 10250900290002 | (Karte) | Vibyggerå 29:2        | Vibyggerå 29:2 (Steinhügelgrab / L1935:8332) Beschreibung ergänzen | Weitere Bilder |
| 10250900300001 | (Karte) | Vibyggerå 30:1        | Vibyggerå 30:1 (Steinhügelgrab / L1935:8566) Beschreibung ergänzen | Weitere Bilder |
| 10250900300002 | (Karte) | Vibyggerå 30:2        | Vibyggerå 30:2 (Steinhügelgrab / L1935:8565) Beschreibung ergänzen | Weitere Bilder |
| 10250900310001 | (Karte) | Vibyggerå 31:1        | Vibyggerå 31:1 (Steinhügelgrab / L1935:8567) Beschreibung ergänzen | Weitere Bilder |
| 10250900310002 | (Karte) | Vibyggerå 31:2        | Vibyggerå 31:2 (Steinhügelgrab / L1935:9249) Beschreibung ergänzen | Weitere Bilder |
| 10250900320001 | (Karte) | Vibyggerå 32:1        | Vibyggerå 32:1 (Steinhügelgrab / L1935:8553) Beschreibung ergänzen | Weitere Bilder |
| 10250900330001 | (Karte) | Vibyggerå 33:1        | Vibyggerå 33:1 (Steinhügelgrab / L1935:8646) Beschreibung ergänzen | Weitere Bilder |
| 10250900340001 | (Karte) | Vibyggerå 34:1        | Vibyggerå 34:1 (Steinhügelgrab / L1935:8647) Beschreibung ergänzen | Weitere Bilder |
| 10250900350001 | (Karte) | Vibyggerå 35:1        | Vibyggerå 35:1 (Steinhügelgrab / L1935:8648) Beschreibung ergänzen | Weitere Bilder |
| 10250900350002 | (Karte) | Vibyggerå 35:2        | Vibyggerå 35:2 (Steinsetzung / L1935:8630) Beschreibung ergänzen | Weitere Bilder |
| 10250900350003 | (Karte) | Vibyggerå 35:3        | Vibyggerå 35:3 (Steinsetzung / L1935:9331) Beschreibung ergänzen | Weitere Bilder |
| 10250900370001 | (Karte) | Vibyggerå 37:1        | Vibyggerå 37:1 (Steinhügelgrab / L1935:8574) Beschreibung ergänzen | Weitere Bilder |
| 10250900370002 | (Karte) | Vibyggerå 37:2        | Vibyggerå 37:2 (Steinsetzung / L1935:9269) Beschreibung ergänzen | Weitere Bilder |
| 10250900390001 | (Karte) | Vibyggerå 39:1        | Vibyggerå 39:1 (Gräberfeld / L1935:8702) Beschreibung ergänzen | Weitere Bilder |
| 10250900400001 | (Karte) | Vibyggerå 40:1        | Vibyggerå 40:1 (Hügelgrab / L1935:8655) Beschreibung ergänzen | Weitere Bilder |
| 10250900910001 | (Karte) | Vibyggerå 91:1        | Vibyggerå 91:1 (Hügelgrab / L1935:9643) Beschreibung ergänzen | Weitere Bilder |
| 10250901030001 | (Karte) | Vibyggerå 103:1       | Vibyggerå 103:1 (Steinsetzung / L1935:9653) Beschreibung ergänzen | Weitere Bilder |
| 10250901190001 | (Karte) | Vibyggerå 119:1       | Vibyggerå 119:1 (Fischerdorf / L1935:9170) ehemaliges Fischerdorf auf der Ostseite der Insel Mjältön im Ullångersfjärden, im Norden einer Bucht welche als schwedisch „Baggviken“ bezeichnet wird. Über die Insel erstreckt sich ein Naturschutzgebiet von West nach Ost, an dessen Ostseite die Bucht und heutige ein kleiner Anlegeplatz liegt. Die Fundstelle ist etwa 130 x 50 m goß und besteht aus zwei Grundstücken, eins im nordwestlichen Teil mit zwei Hausfundamenten und eins im südlichenTeil mit ebenfalls zwei Fundamentresten und Überresten eines Lagerhausfundament. | Weitere Bilder |
| 10250901210001 | (Karte) | Vibyggerå 121:1       | Vibyggerå 121:1 (Fischerdorf / L1935:9123) ehemaliges Fischerdorf-Grundstück im Norden der Insel Mjältön in einer Senke zwischen der Halbinsel Aspholmen im Norden und der Ostkante des Mjältön-Gipfels (als schwedisch „Bastutoberget“ bezeichnet) im Südwesten. Die Fundstelle ist etwa 50 x 30 m groß und besteht aus einem 5 x 4 m großen Fundamentrest und zwei Feuerstellenresten. | Weitere Bilder |
| 10250901240001 | (Karte) | Vibyggerå 124:1       | Vibyggerå 124:1 (Steinsetzung / L1935:9190) Beschreibung ergänzen | Weitere Bilder |
| 10250901260001 | (Karte) | Vibyggerå 126:1       | Vibyggerå 126:1 (Grab- und Siedlungsfläche / L1935:8568) Beschreibung ergänzen | Weitere Bilder |
| 10250901260003 | (Karte) | Vibyggerå 126:3       | Vibyggerå 126:2 (Steinsetzung / L1935:9181) Beschreibung ergänzen | Weitere Bilder |
| 10250901260004 | (Karte) | Vibyggerå 126:4       | Vibyggerå 126:4 (Steinhügelgrab / L1935:8268) Beschreibung ergänzen | Weitere Bilder |
| 10250901300001 | (Karte) | Vibyggerå 130:1       | Vibyggerå 130:1 (Alm / L1935:8639) Überreste eines Almhüttendorfs (etwa 80 x 40 m) am südöstlichen Ufer des Sees Stor-Degersjön, bestehend aus vier Hausfundamenten (ca. 4 x 4 m), drei davon mit Feuerstellenresten. Überliefert ist eine Almhüttenbetrieb zwischen 1830 und 1850 (als schwedisch „Herresta gammafäbod“ bezeichnet) | Weitere Bilder |
| 10250901380001 | (Karte) | Vibyggerå 138:1       | Vibyggerå 138:1 (Steinsetzung / L1935:8924) Beschreibung ergänzen | Weitere Bilder |
| 10250901470001 | (Karte) | Vibyggerå 147:1       | Vibyggerå 147:1 (Steinsetzung / L1935:9615) Beschreibung ergänzen | Weitere Bilder |
| 10250901580001 | (Karte) | Vibyggerå 158:1       | Vibyggerå 158:1 (Steinsetzung / L1935:8584) Beschreibung ergänzen | Weitere Bilder |
| 10250901580002 | (Karte) | Vibyggerå 158:2       | Vibyggerå 158:2 (Steinsetzung / L1935:9154) Beschreibung ergänzen | Weitere Bilder |
| 10250901640001 | (Karte) | Vibyggerå 164:1       | Vibyggerå 164:1 (Hügelgrab / L1935:8908) Beschreibung ergänzen | Weitere Bilder |
| 10250901690001 | (Karte) | Vibyggerå 169:1       | Vibyggerå 169:1 (Hügelgrab / L1935:5954) Beschreibung ergänzen | Weitere Bilder |
| 10250902040001 | (Karte) | Vibyggerå 204:1       | Vibyggerå 204:1 (Gräberfeld / L1935:8531) Beschreibung ergänzen | Weitere Bilder |
| 10250902050001 | (Karte) | Vibyggerå 205:1       | Vibyggerå 205:1 (Gräberfeld / L1935:9297) Beschreibung ergänzen | Weitere Bilder |